# Dosolo
Dosolo ist eine norditalienische Gemeinde (comune) mit 3253 Einwohnern (Stand 31. Dezember 2023) in der Provinz Mantua in der Lombardei. Die Gemeinde liegt etwa 26,5 Kilometer südsüdwestlich von Mantua am Po. Dosolo grenzt unmittelbar an die Provinz Reggio Emilia.